# Cei-Rigotti

Cei-Rigotti (рус. Чеи-Риготти) — автоматическая винтовка, была разработана капитаном Королевской итальянской армии Америго Чеи-Риготти в 1890-х годах и находилась в эксплуатации приблизительно в 1900-е годы. Итальянский патрон не был разработан специально для этого автомата. Итальянская армия в начале XX века в своих винтовках использовала необычно слабый для этого периода патрон, который по своей мощности был ближе к современным промежуточным патронам, чем к винтовочным. Это привело к тому, что автоматическая винтовка Чеи-Риготти стала первой серьёзной попыткой создать оружие с типом промежуточного патрона, которое мы теперь называем «автоматом», то есть до автомата Фёдорова 1916 года. По различным причинам автомат Чеи-Риготти никогда не был принят на вооружение ни одной армии мира.

## История

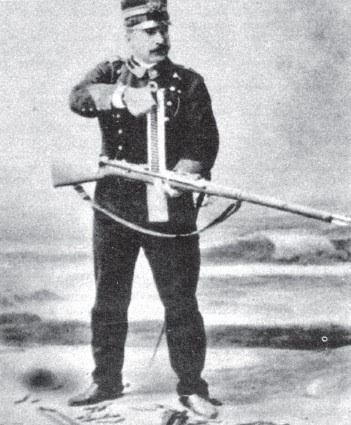
На этой фотографии, сделанной около 1900 года, итальянский солдат демонстрирует зарядку и стрельбу из винтовки Чеи-Риготти стандартной и повышенной мощности.

Информация об этом оружии скудна и противоречива.

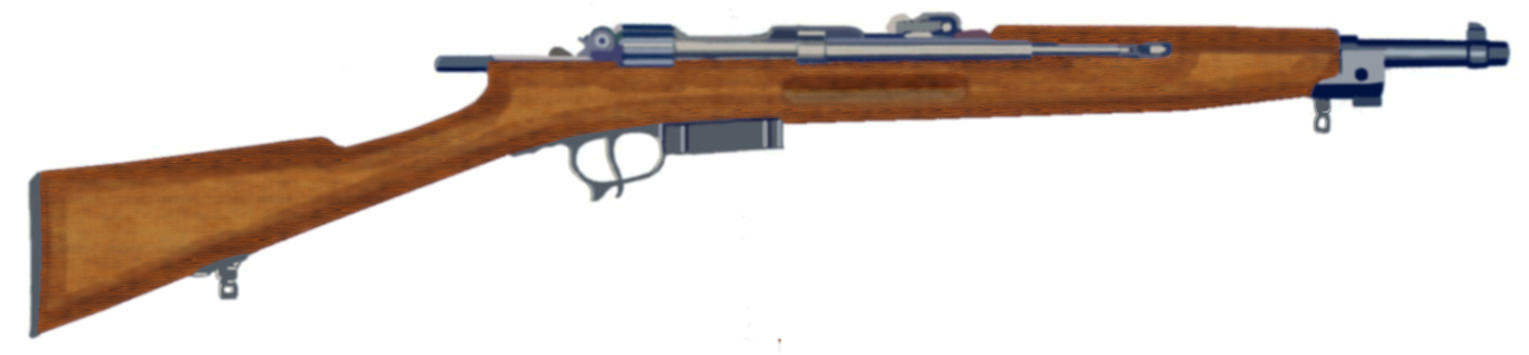
Иллюстрация в цвете

Согласно нескольким публикациям прототип Cei-Rigotti выпустил для патрона 6,5 x 52 мм Маннлихера-Каркано. Предположительно Америго Чеи-Риготти представил оружие своему начальству на частной демонстрации в 1895 году. Итальянская газета сообщила об этом событии в 1900 году. Согласно другому источнику 13 июня 1900 года в Риме прошла публичная демонстрация, когда в автоматическом режиме было выпущено 300 патронов до того, как оружие было заблокировано перегревом. Хотя другой источник упоминает о демонстрации в том же году, в арсенале Брешии.
Британцы также заказали эту винтовку после демонстрации, но в ходе испытаний обнаружили, что она не подходит под их требования. Копия Музея Королевского Оружейного Лидса откалибрована для патрона 7,62 × 54 мм R, а также для другой винтовки, находящейся в частной коллекции в Соединенных Штатах.
Оружие приводилось в действие поршнем, имеющим короткий ход и соединенным через шток с затвором. Во время выстрела под давлением пороховых газов поршень с затвором отходили назад, приводя в действие механизм выброса гильзы и перезарядки (шток и тыльная часть рукоятки взвода хорошо видны на фотографии). Оружие предназначалось как для стрельбы одиночными выстрелами, так и очередями. Однако несмотря на достигнутые определенные успехи, испытания в целом не дали положительных результатов, так как при этом были отмечены проблемы, связанные с выбросом гильз и осечками. Сообщалось также, что во время стрельбы затвор отходил назад настолько далеко, что не позволял вести прицельный огонь.

## Отражение в культуре и искусстве

### В компьютерных играх
«Чеи-Риготти» фигурирует в компьютерной игре Battlefield 1 как самозарядная винтовка доступная изначально классу «Медик».

## Галерея

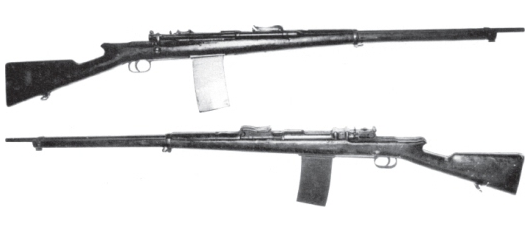
Автоматическая винтовка Cei-Rigotti с расширенным магазином, вид справа и слева
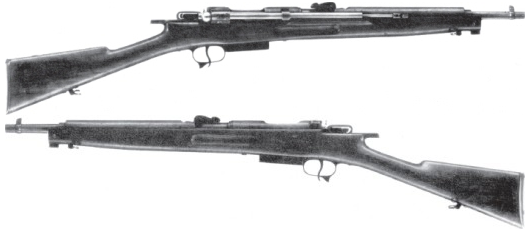
Поздняя версия винтовки Cei-Rigotti с переводчиком огня, вид справа и слева
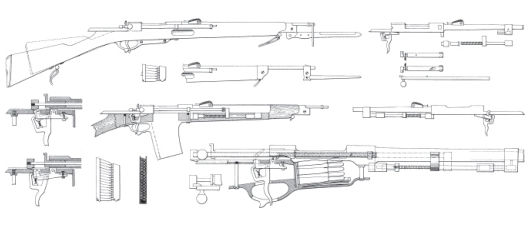
Оригинальные чертежи иллюстрирующие работу Cei-Rigotti с переводчиком огня

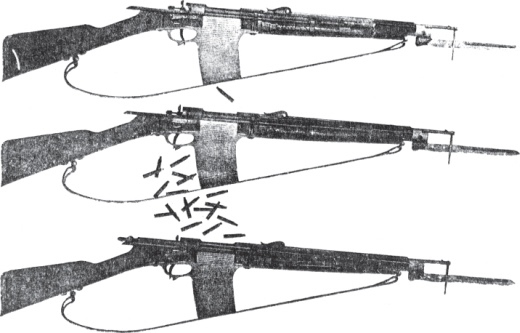
Первые экспериментальные автоматические винтовки Cei-Rigotti на различных этапах стрельбы
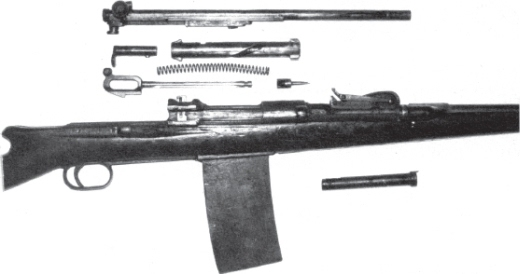
Автоматическая винтовка Cei-Rigotti в разобранном состоянии